# Ybbstalbahn
| Logo der Citybahn Waidhofen |                                                            |                                          |                                      |
| |                                                            |                                          |                                      |
| Streckennummer (ÖBB): | 156 01 Waidhofen – Kienberg-Gaming 157 01 Gstadt – Ybbsitz |                                          |                                      |
| Kursbuchstrecke (ÖBB): | 132                                                        |                                          |                                      |
| Streckenlänge: | 70,9 + 5,7 km                                              |                                          |                                      |
| Spurweite: | 760 mm (Bosnische Spur)                                    |                                          |                                      |
| Maximale Neigung: | 19 ‰                                                       |                                          |                                      |
| Streckengeschwindigkeit: | 60 km/h                                                    |                                          |                                      |
| |                                                            |                                          |                                      |
| \| \| \| \| \| \| \| \| Übergang von der Rudolfsbahn \| \| \| \| 0,000 \| Waidhofen an der Ybbs \| Waidhofen an der Ybbs \| \| \| \| Waidhofen an der Ybbs Kupferschmiedgasse \| 360 m ü. A. \| \| \| \| Schwarzbachviadukt \| \| \| \| 1,586 \| Waidhofen an der Ybbs Schillerpark \| 366 m ü. A. \| \| \| 1,983 \| Waidhofen an der Ybbs Lokalbahn \| 367 m ü. A. \| \| \| 2,800 \| Waidhofen an der Ybbs Vogelsang \| 367 m ü. A. \| \| \| 2,993 \| AB Rothschild’sche Domänen \| AB Rothschild’sche Domänen \| \| \| \| Waidhofen an der Ybbs Pestalozzistraße \| 367 m ü. A. \| \| \| 3,857 \| Waidhofen an der Ybbs Kreilhof \| 371 m ü. A. \| \| \| 5,4680,000 \| Gstadt \| 375 m ü. A. \| \| \| \| \| \| \| \| 0,328 \| Ybbs (Stahlträgerbrücke) \| Ybbs (Stahlträgerbrücke) \| \| \| 0,450 \| Schütt \| Schütt \| \| \| 1,280 \| Grestner Straße \| Grestner Straße \| \| \| 1,286 \| Kleine Ybbs \| Kleine Ybbs \| \| \| 1,463 \| Steinmühl \| Steinmühl \| \| \| 3,007 \| AB Riess \| AB Riess \| \| \| 3,369 \| Ederlehen \| Ederlehen \| \| \| 3,401 \| Grestner Straße \| Grestner Straße \| \| \| 4,575 \| Grestner Straße \| Grestner Straße \| \| \| 4,831 \| Gurhof \| Gurhof \| \| \| 4,886 \| Grestner Straße \| Grestner Straße \| \| \| 5,486 \| Kleine Ybbs \| Kleine Ybbs \| \| \| 5,527 \| AB Ybbsitzer Land- & Forstwirtschaft \| AB Ybbsitzer Land- & Forstwirtschaft \| \| \| 5,732 \| Ybbsitz \| 405 m ü. A. \| \| \| \| \| \| \| \| 5,793 \| Ybbstal Straße \| Ybbstal Straße \| \| \| 7,647 \| Gaissulz \| 381 m ü. A. \| \| \| 11,113 \| Ybbstal Straße \| Ybbstal Straße \| \| \| 11,600 \| Furth-Prolling \| 396 m ü. A. \| \| \| 12,350 \| Mirenau \| 397 m ü. A. \| \| \| 13,752 \| Opponitz \| 403 m ü. A. \| \| \| 13,877 \| Ybbstal Straße \| Ybbstal Straße \| \| \| 14,0 \| Opponitzer Tunnel (87 m) \| Opponitzer Tunnel (87 m) \| \| \| 16,057 \| Seeburg \| 408 m ü. A. \| \| \| 19,453 \| Hohenlehen \| 420 m ü. A. \| \| \| 22,566 \| Kleinhollenstein \| 435 m ü. A. \| \| \| 23,830 \| Saimannslehen \| 440 m ü. A. \| \| \| 25,509 \| Großhollenstein \| 449 m ü. A. \| \| \| 28,800 \| Oisberg \| 458 m ü. A. \| \| \| 31,452 \| Blamau \| 468 m ü. A. \| \| \| 33,049 \| Königsberg \| 474 m ü. A. \| \| \| 34,787 \| Obereinöd \| 484 m ü. A. \| \| \| 35,973 \| Sankt Georgen am Reith \| 487 m ü. A. \| \| \| 39,506 \| Kogelsbach \| 505 m ü. A. \| \| \| 44,063 \| Göstling an der Ybbs \| 524 m ü. A. \| \| \| 47,427 \| Stiegengraben-Ybbstalerhütte \| 549 m ü. A. \| \| \| 52,146 \| Kasten \| 577 m ü. A. \| \| \| 53,555 \| Lunz am See \| 585 m ü. A. \| \| \| \| Waldbahn nach Langau \| \| \| \| 54,0 \| Lunz Amonhaus \| 598 m ü. A. \| \| \| 55,2 \| Gasthof zur Paula \| 621 m ü. A. \| \| \| 56,0 \| Holzapfel \| 628 m ü. A. \| \| \| 59,7 \| Pfaffenschlag \| 694 m ü. A. \| \| \| 61,9 \| Wetterbachviadukt (79 m) \| Wetterbachviadukt (79 m) \| \| \| 63,1 \| Hühnernest \| 597 m ü. A. \| \| \| 63,3 \| Hühnernestviadukt (94 m) \| Hühnernestviadukt (94 m) \| \| \| 66,2 \| Bergwerk \| 516 m ü. A. \| \| \| 67,9 \| Gaming \| 460 m ü. A. \| \| \| 66,9 \| Gstetten \| 403 m ü. A. \| \| \| 70,9 \| Kienberg-Gaming \| 391 m ü. A. \| \| \| \| Übergang zur Erlauftalbahn \| \| \| \| \| \| \| |                                                            |                                          |                                      |
| |                                                            |                                          |                                      |
| Kopfbahnhof Streckenende (Strecke außer Betrieb) |                                                            | Übergang von der Rudolfsbahn             | Übergang von der Rudolfsbahn         |
| Kopfbahnhof Streckenanfang | 0,000                                                      | Waidhofen an der Ybbs                    | Waidhofen an der Ybbs                |
| Haltepunkt / Haltestelle |                                                            | Waidhofen an der Ybbs Kupferschmiedgasse | 360 m ü. A.                          |
| Brücke |                                                            | Schwarzbachviadukt                       | Schwarzbachviadukt                   |
| Haltepunkt / Haltestelle | 1,586                                                      | Waidhofen an der Ybbs Schillerpark       | 366 m ü. A.                          |
| Haltepunkt / Haltestelle | 1,983                                                      | Waidhofen an der Ybbs Lokalbahn          | 367 m ü. A.                          |
| Haltepunkt / Haltestelle | 2,800                                                      | Waidhofen an der Ybbs Vogelsang          | 367 m ü. A.                          |
| Abzweig geradeaus und ehemals nach links | 2,993                                                      | AB Rothschild’sche Domänen               | AB Rothschild’sche Domänen           |
| Kopfbahnhof Strecke ab hier außer Betrieb |                                                            | Waidhofen an der Ybbs Pestalozzistraße   | 367 m ü. A.                          |
| Haltepunkt / Haltestelle (Strecke außer Betrieb) | 3,857                                                      | Waidhofen an der Ybbs Kreilhof           | 371 m ü. A.                          |
| Bahnhof (Strecke außer Betrieb) | 5,4680,000                                                 | Gstadt                                   | 375 m ü. A.                          |
| Verschwenkung von links (Strecke außer Betrieb) · Verschwenkung von rechts (Strecke außer Betrieb) |                                                            |                                          |                                      |
| Strecke (außer Betrieb) · Brücke über Wasserlauf (Strecke außer Betrieb) | 0,328                                                      | Ybbs (Stahlträgerbrücke)                 | Ybbs (Stahlträgerbrücke)             |
| Strecke (außer Betrieb) · Haltepunkt / Haltestelle (Strecke außer Betrieb) | 0,450                                                      | Schütt                                   | Schütt                               |
| Strecke (außer Betrieb) · Bahnübergang (Strecke außer Betrieb) | 1,280                                                      | Grestner Straße                          | Grestner Straße                      |
| Strecke (außer Betrieb) · Brücke über Wasserlauf (Strecke außer Betrieb) | 1,286                                                      | Kleine Ybbs                              | Kleine Ybbs                          |
| Strecke (außer Betrieb) · Haltepunkt / Haltestelle (Strecke außer Betrieb) | 1,463                                                      | Steinmühl                                | Steinmühl                            |
| Strecke (außer Betrieb) · Abzweig geradeaus und von rechts (Strecke außer Betrieb) | 3,007                                                      | AB Riess                                 | AB Riess                             |
| Strecke (außer Betrieb) · Haltepunkt / Haltestelle (Strecke außer Betrieb) | 3,369                                                      | Ederlehen                                | Ederlehen                            |
| Strecke (außer Betrieb) · Bahnübergang (Strecke außer Betrieb) | 3,401                                                      | Grestner Straße                          | Grestner Straße                      |
| Strecke (außer Betrieb) · Bahnübergang (Strecke außer Betrieb) | 4,575                                                      | Grestner Straße                          | Grestner Straße                      |
| Strecke (außer Betrieb) · Haltepunkt / Haltestelle (Strecke außer Betrieb) | 4,831                                                      | Gurhof                                   | Gurhof                               |
| Strecke (außer Betrieb) · Bahnübergang (Strecke außer Betrieb) | 4,886                                                      | Grestner Straße                          | Grestner Straße                      |
| Strecke (außer Betrieb) · Brücke über Wasserlauf (Strecke außer Betrieb) | 5,486                                                      | Kleine Ybbs                              | Kleine Ybbs                          |
| Strecke (außer Betrieb) · Abzweig geradeaus und nach links (Strecke außer Betrieb) | 5,527                                                      | AB Ybbsitzer Land- & Forstwirtschaft     | AB Ybbsitzer Land- & Forstwirtschaft |
| Strecke (außer Betrieb) · Kopfbahnhof Streckenende (Strecke außer Betrieb) | 5,732                                                      | Ybbsitz                                  | 405 m ü. A.                          |
| Verschwenkung nach links (Strecke außer Betrieb) |                                                            |                                          |                                      |
| Bahnübergang (Strecke außer Betrieb) | 5,793                                                      | Ybbstal Straße                           | Ybbstal Straße                       |
| Haltepunkt / Haltestelle (Strecke außer Betrieb) | 7,647                                                      | Gaissulz                                 | 381 m ü. A.                          |
| Bahnübergang (Strecke außer Betrieb) | 11,113                                                     | Ybbstal Straße                           | Ybbstal Straße                       |
| Haltepunkt / Haltestelle (Strecke außer Betrieb) | 11,600                                                     | Furth-Prolling                           | 396 m ü. A.                          |
| Haltepunkt / Haltestelle (Strecke außer Betrieb) | 12,350                                                     | Mirenau                                  | 397 m ü. A.                          |
| Bahnhof (Strecke außer Betrieb) | 13,752                                                     | Opponitz                                 | 403 m ü. A.                          |
| Bahnübergang (Strecke außer Betrieb) | 13,877                                                     | Ybbstal Straße                           | Ybbstal Straße                       |
| Tunnel (Strecke außer Betrieb) | 14,0                                                       | Opponitzer Tunnel (87 m)                 | Opponitzer Tunnel (87 m)             |
| Haltepunkt / Haltestelle (Strecke außer Betrieb) | 16,057                                                     | Seeburg                                  | 408 m ü. A.                          |
| Haltepunkt / Haltestelle (Strecke außer Betrieb) | 19,453                                                     | Hohenlehen                               | 420 m ü. A.                          |
| Haltepunkt / Haltestelle (Strecke außer Betrieb) | 22,566                                                     | Kleinhollenstein                         | 435 m ü. A.                          |
| Haltepunkt / Haltestelle (Strecke außer Betrieb) | 23,830                                                     | Saimannslehen                            | 440 m ü. A.                          |
| Bahnhof (Strecke außer Betrieb) | 25,509                                                     | Großhollenstein                          | 449 m ü. A.                          |
| Haltepunkt / Haltestelle (Strecke außer Betrieb) | 28,800                                                     | Oisberg                                  | 458 m ü. A.                          |
| Haltepunkt / Haltestelle (Strecke außer Betrieb) | 31,452                                                     | Blamau                                   | 468 m ü. A.                          |
| Haltepunkt / Haltestelle (Strecke außer Betrieb) | 33,049                                                     | Königsberg                               | 474 m ü. A.                          |
| Haltepunkt / Haltestelle (Strecke außer Betrieb) | 34,787                                                     | Obereinöd                                | 484 m ü. A.                          |
| Bahnhof (Strecke außer Betrieb) | 35,973                                                     | Sankt Georgen am Reith                   | 487 m ü. A.                          |
| Haltepunkt / Haltestelle (Strecke außer Betrieb) | 39,506                                                     | Kogelsbach                               | 505 m ü. A.                          |
| Kopfbahnhof Strecke bis hier außer Betrieb | 44,063                                                     | Göstling an der Ybbs                     | 524 m ü. A.                          |
| Haltepunkt / Haltestelle | 47,427                                                     | Stiegengraben-Ybbstalerhütte             | 549 m ü. A.                          |
| ehemaliger Haltepunkt / Haltestelle | 52,146                                                     | Kasten                                   | 577 m ü. A.                          |
| Bahnhof · Kopfbahnhof Streckenanfang (Strecke außer Betrieb) | 53,555                                                     | Lunz am See                              | 585 m ü. A.                          |
| Strecke · Strecke nach links (außer Betrieb) |                                                            | Waldbahn nach Langau                     | Waldbahn nach Langau                 |
| Haltepunkt / Haltestelle | 54,0                                                       | Lunz Amonhaus                            | 598 m ü. A.                          |
| Haltepunkt / Haltestelle | 55,2                                                       | Gasthof zur Paula                        | 621 m ü. A.                          |
| Haltepunkt / Haltestelle | 56,0                                                       | Holzapfel                                | 628 m ü. A.                          |
| Bahnhof | 59,7                                                       | Pfaffenschlag                            | 694 m ü. A.                          |
| Brücke | 61,9                                                       | Wetterbachviadukt (79 m)                 | Wetterbachviadukt (79 m)             |
| Haltepunkt / Haltestelle | 63,1                                                       | Hühnernest                               | 597 m ü. A.                          |
| Brücke | 63,3                                                       | Hühnernestviadukt (94 m)                 | Hühnernestviadukt (94 m)             |
| ehemaliger Haltepunkt / Haltestelle | 66,2                                                       | Bergwerk                                 | 516 m ü. A.                          |
| Haltepunkt / Haltestelle | 67,9                                                       | Gaming                                   | 460 m ü. A.                          |
| ehemaliger Haltepunkt / Haltestelle | 66,9                                                       | Gstetten                                 | 403 m ü. A.                          |
| Kopfbahnhof Streckenende | 70,9                                                       | Kienberg-Gaming                          | 391 m ü. A.                          |
| Kopfbahnhof Streckenanfang |                                                            | Übergang zur Erlauftalbahn               | Übergang zur Erlauftalbahn           |
| |                                                            |                                          |                                      |

Koordinaten: 47° 58′ N, 14° 46′ O
Die Ybbstalbahn war eine im niederösterreichischen
Mostviertel gelegene Schmalspurbahn mit einer Spurweite von 760 mm (Bosnische Spurweite). Die Stammstrecke folgte ursprünglich dem Tal der Ybbs von Waidhofen an der Ybbs bis zur Marktgemeinde Lunz am See, wo die Bergstrecke nach Kienberg-Gaming beginnt. In Gstadt zweigte zudem eine Stichstrecke nach Ybbsitz ab.
Am 11. Dezember 2010 endete der ÖBB-Betrieb. Am 12. Dezember 2010 wurde dann die Infrastruktur der Ybbstalbahn vom Land Niederösterreich übernommen. Seither sind nur noch die Streckenabschnitte Waidhofen an der Ybbs–Waidhofen an der Ybbs Pestalozzistraße (Citybahn Waidhofen der Niederösterreich Bahnen) und die Bergstrecke Ybbsthalbahn, Ötscherland-Express, Museumsbahn Kienberg - Gaming - Lunz/See der NÖLB Niederösterreichische Lokalbahnen Betriebsges.m.b.H. in Betrieb. Im Sommer 2013 wurde die Museumsbahn im Westteil um den Abschnitt Lunz–Göstling erweitert, welcher jedoch 2018 wieder aufgegeben wurde. Die anderen Streckenabschnitte waren bereits seit dem Frühsommer 2009 wegen Unwetterschäden gesperrt und wurden mit der Übernahme durch das Land eingestellt. Der Rest der Strecke wird unter dem Namen Citybahn Waidhofen betrieben.

## Streckenbeschreibung

### Waidhofen an der Ybbs – Lunz am See
Die Ybbstalbahn hat ihren Ausgangspunkt am Schmalspurbahnsteig am Bahnhofsvorplatz von Waidhofen an der Ybbs, wo auch die Betriebseinrichtungen wie Fahrzeughalle, Werkstätte und die Einrichtungen zur Umladung der Güter auf die Normalspur untergebracht sind. Die Bahn bedient zunächst mehrere Stationen im Stadtgebiet von Waidhofen, die in erster Linie dem Nahverkehr dienen, nach 5,5 km folgt der Bahnhof Gstadt, in dem die Nebenlinie nach Ybbsitz abzweigte.
Die Hauptstrecke folgte weiter der Ybbs, die in Folge zweimal gequert wird, die nächsten größeren Orte sind Opponitz, hier befindet sich der einzige Tunnel der Ybbstalbahn, und nach 25 km Hollenstein an der Ybbs (Bahnhof Großhollenstein). Ab hier war die Strecke geprägt von kleinen Haltestellen abseits größerer Siedlungen, die hauptsächlich von Wanderern während des Sommers genutzt wurden, einzig in Sankt Georgen am Reith war nennenswertes lokales Fahrgastaufkommen zu verzeichnen. Bei Kilometer 44 liegt die bereits im Bezirk Scheibbs gelegene Tourismusgemeinde Göstling an der Ybbs, ihr folgt nach weiteren neun Kilometern die ehemalige Endstation Lunz am See.
Die Fortsetzung über den Pfaffenschlag nach Kienberg-Gaming und damit die Verbindung zur normalspurigen Erlauftalbahn in die Bezirkshauptstadt Scheibbs wurde im Mai 1988 eingestellt und wird seit 1990 als Museumsbahn Ybbsthalbahn-Bergstrecke durch den Verein NÖ Lokalbahnen Betriebsges.m.b.H. betrieben.
Der Bahnhof Lunz am See war bis in die 1970er Jahre Ausgangspunkt einer Waldbahn ins Tal der Ois nach Langau mit 700 mm Spurweite.

### Gstadt – Ybbsitz

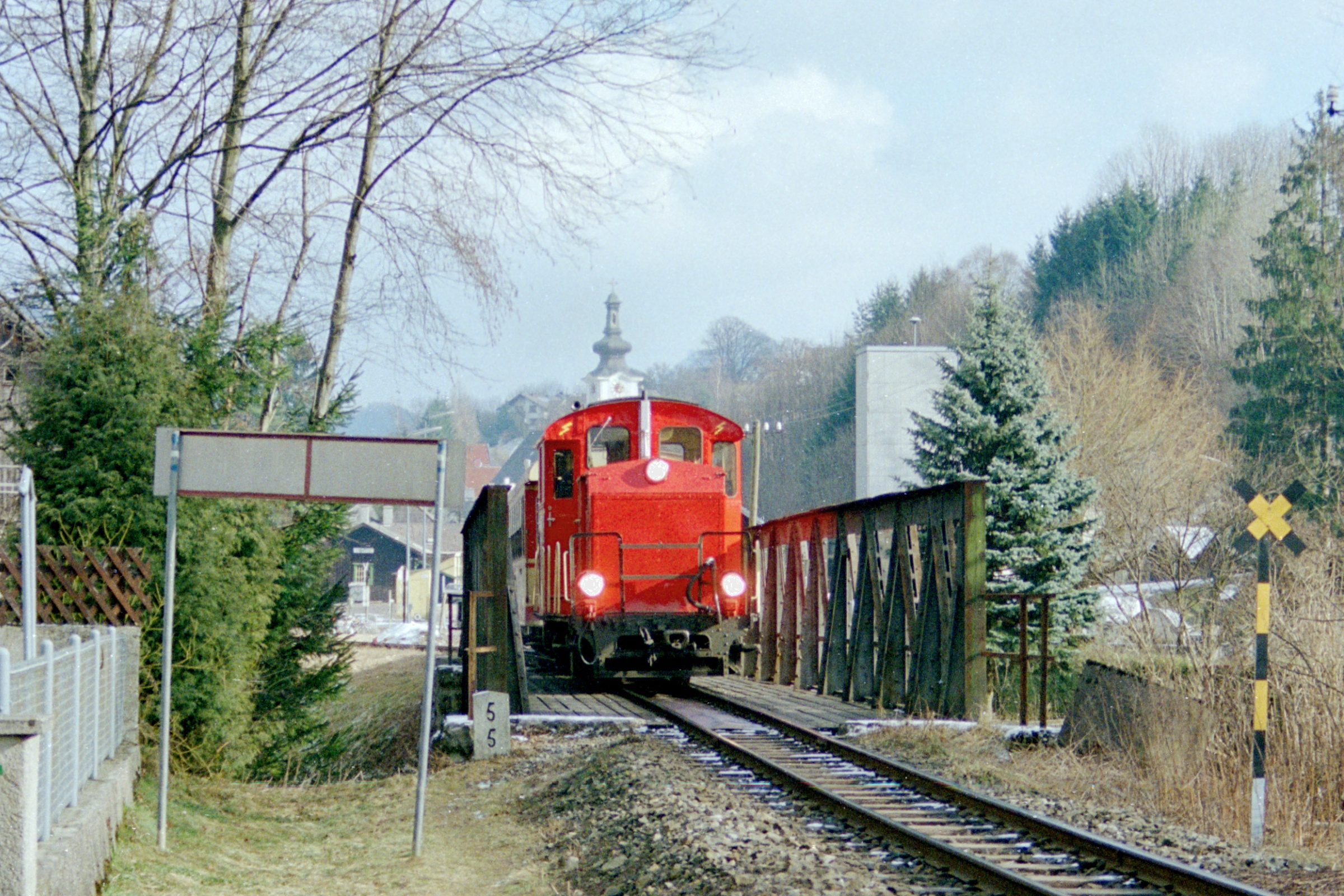
Ein Zug mit Lok der Reihe 2091 verlässt Ybbsitz in Richtung Waidhofen (1991)

Nach dem Bahnhof Gstadt zweigte die Strecke in einem scharfen Linksbogen von der Hauptstrecke ab und querte auf einer Stahlträgerbrücke die Ybbs. Die Bahn, die hier dem Tal der Kleinen Ybbs folgt, bediente mehrere kleine Haltestellen und endete nach knapp sechs Kilometern in der Marktgemeinde Ybbsitz. Die Bahn querte dabei mehrmals die Landesstraße an niveaugleichen Eisenbahnkreuzungen, was in diesem Streckenabschnitt besonders häufig zu Konfliktsituationen mit Autofahrern führte.

### Kienberg-Gaming – Lunz/See (Museumsbahn)
Als Ausgangspunkt der Museumsbahn gilt heute der Bahnhof Kienberg-Gaming, der frühere Endpunkt der von Waidhofen aus kilometrierten Stammstrecke der Ybbstalbahn und zugleich ehemalige Endstation der normalspurigen Erlauftalbahn der ÖBB. Somit erfolgt auch die Streckenbeschreibung entsprechend den Gepflogenheiten des Betreibers in dieser Richtung. In Kienberg-Gaming befinden sich die betrieblichen Einrichtungen der Bahn: der Lokschuppen mit Werkstätte, der seit der Übernahme durch die ÖGLB vergrößert wurde, eine Drehscheibe, und eine komplett neu errichtete Wagen-Abstellhalle.
Kurz nach Verlassen des Bahnhofes quert die Bahn die Bundesstraße nach Gaming und wenig später, auf einer Stahlfachwerkbrücke, den Pockaubach und die Straße nach Gresten. Die Linienführung folgt ab hier bis zum Scheitelpunkt bei Pfaffenschlag einer steilen, bewaldeten Berglehne, an der zunächst die Haltestelle Gaming oberhalb des Ortszentrums erreicht wird. Das offenere Gelände bietet hier einen schönen Panoramablick über den Ort und die Kartause Gaming, dann taucht der Zug in dichten Hochwald ein, immer wieder werden steile Felspartien in tiefen Einschnitten gequert. In diesem Abschnitt befinden sich die beiden Wahrzeichen der Bergstrecke, zwei stählerne Viadukte in Trestle-Bauweise, die in Österreich ansonsten nur bei der Stubaitalbahn zur Anwendung kam. Beide Brücken stehen unter Denkmalschutz. 2006 wurde knapp nach dem Hühnernest-Viadukt die Haltestelle Hühnernest eröffnet. Die Maximalsteigung beträgt in diesem steilsten Teilstück der Ybbstalbahn 34,4 ‰, das ist zugleich die stärkste Steigung aller Österreichischen Schmalspurbahnen mit einer Spurweite von 760 mm.
Auf einer Höhe von 699 m erreicht die Strecke ihren Scheitelpunkt bei Pfaffenschlag, zugleich auch Passhöhe des Bodingsattels und der parallel verlaufenden Landesstraße. Im gleichnamigen Bahnhof wird der Wasservorrat der Dampflokomotiven ergänzt, dann folgt die Strecke dem Tal des Bodingbaches an dessen östlichem Hang. Auch hier führen die Gleise mehrmals durch Einschnitte im Fels, in besonders steilem Gelände sind sie auf massiven Stützmauern verlegt. Nach der Haltestelle Holzapfel, die zu Zeiten des Planbetriebes vor allem der Holzverladung diente, folgen bald die ersten Häuser der Sommerfrische Lunz am See, wo die Bahntrasse zum Teil auf engstem Raum zwischen den Dächern der Häuser und einer Felswand verläuft. Am 4. August 2007 wurde die Haltestelle Gasthof zur Paula direkt neben der gleichnamigen Gastwirtschaft und Pension eröffnet. Nach Querung des Bodingbaches erreicht die Museumsbahn den Bahnhof von Lunz am See, der, durch ein Vertragswerk geregelt, gemeinsam mit dem Planbetrieb der Ybbstalbahn der ÖBB bis zum 15. Mai 2010 genutzt wurde. Nachdem die Strecke Richtung Göstling bereits im Sommer 2009 für den Planverkehr gesperrt wurde, wurde der NÖLB ab dem 15. Mai 2010 durch die ÖBB die Regelung des Zugverkehrs im Bahnhof Lunz am See übergeben. Seit 12. Dezember 2010 befindet sich der Bahnhof im Eigentum des Landes NÖ. Vom 20. Juli 2013 bis 2018 verkehren die Züge der Museumsbahn bis Göstling an der Ybbs.
Bedingt durch das im März 2014 eingeleitete zehnjährliche Verfahren um Betriebsstättengenehmigung, war seit September 2014 der Verkehr zwischen Lunz am See und Kienberg-Gaming eingestellt. Der Abschluss des Verfahrens soll sich infolge eines Draisinenunfalls und der damit verbundenen genaueren Prüfung der Strecke verzögert haben. Seit 8. August 2015 ist die Bahn wieder in Betrieb; der sich durch den Stillstand ergebende Einnahmenverlust soll um 50.000 Euro betragen.

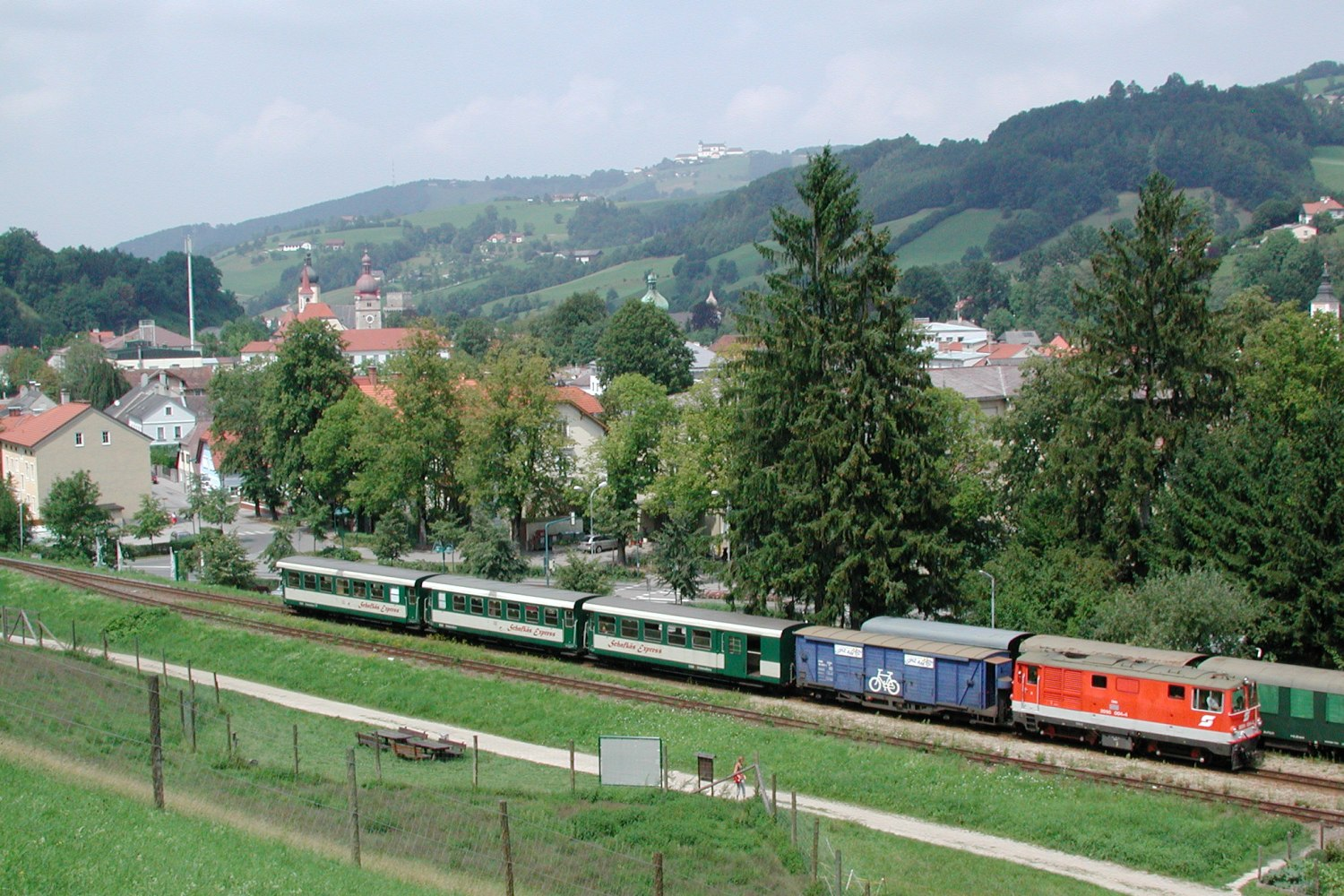
Zug mit Diesellok der Reihe 2095 in Waidhofen Lokalbahnhof
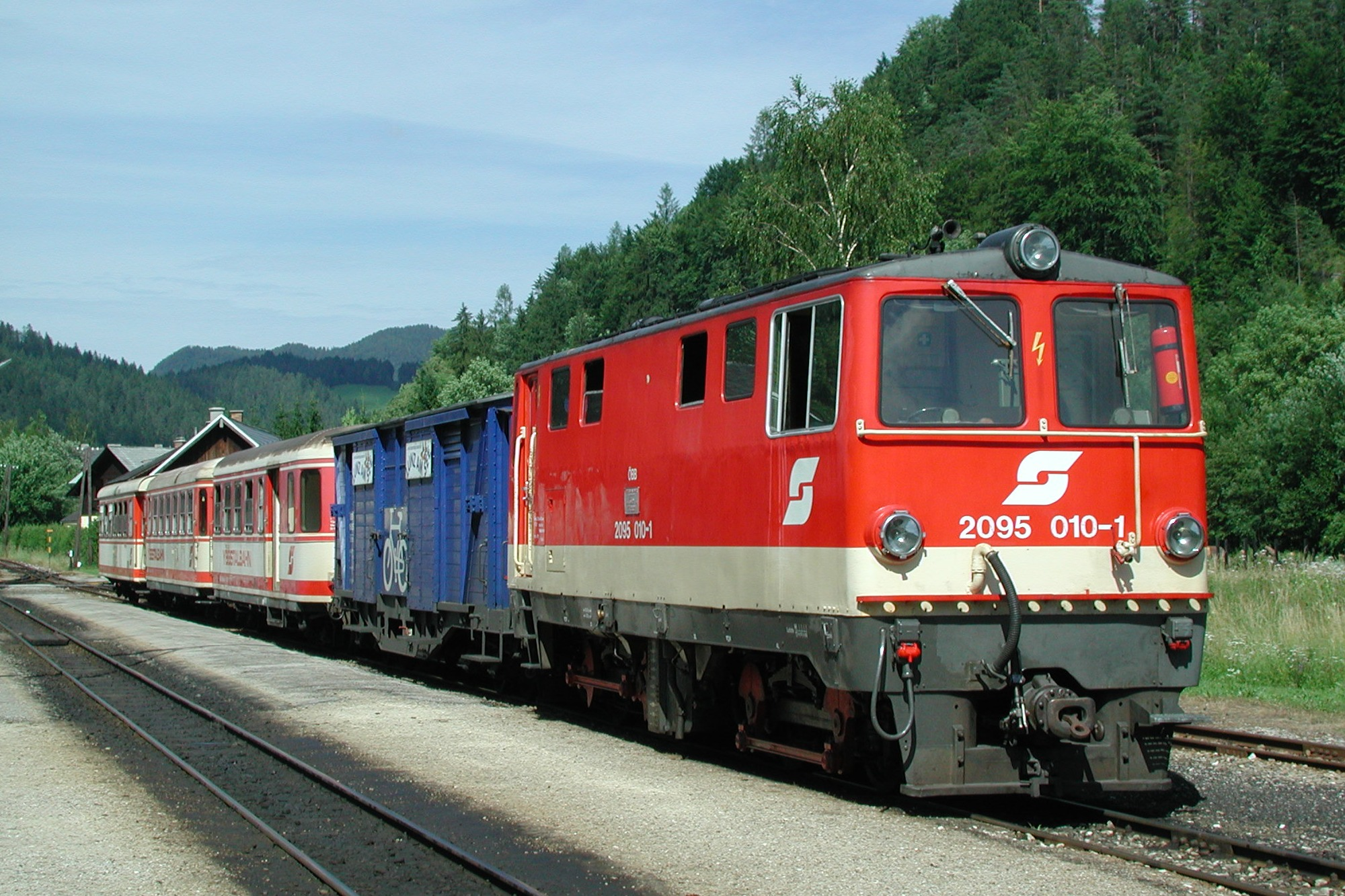
ÖBB-Zug in Gstadt (2000)
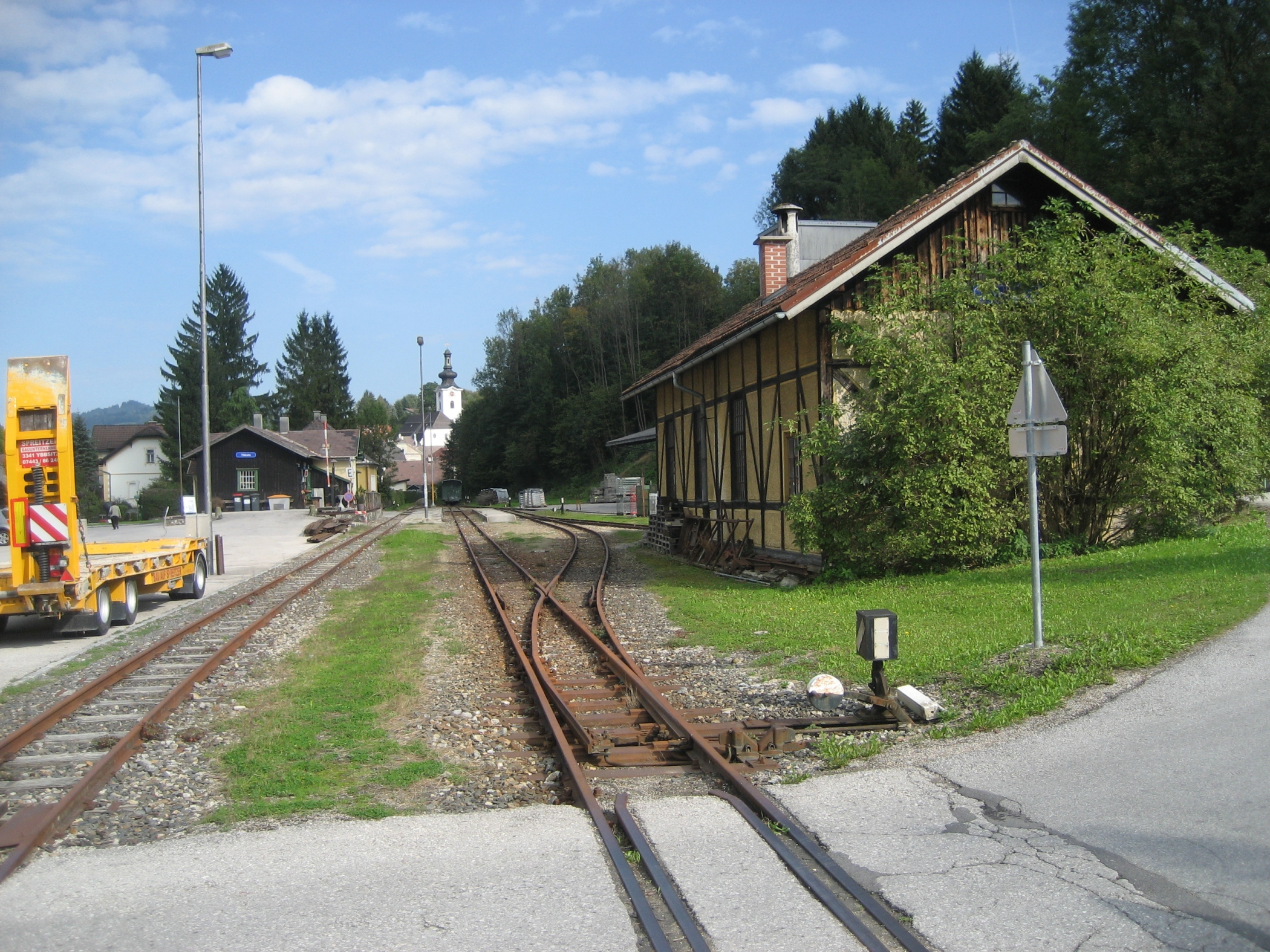
Bahnhof Ybbsitz, Endbahnhof der Zweigstrecke
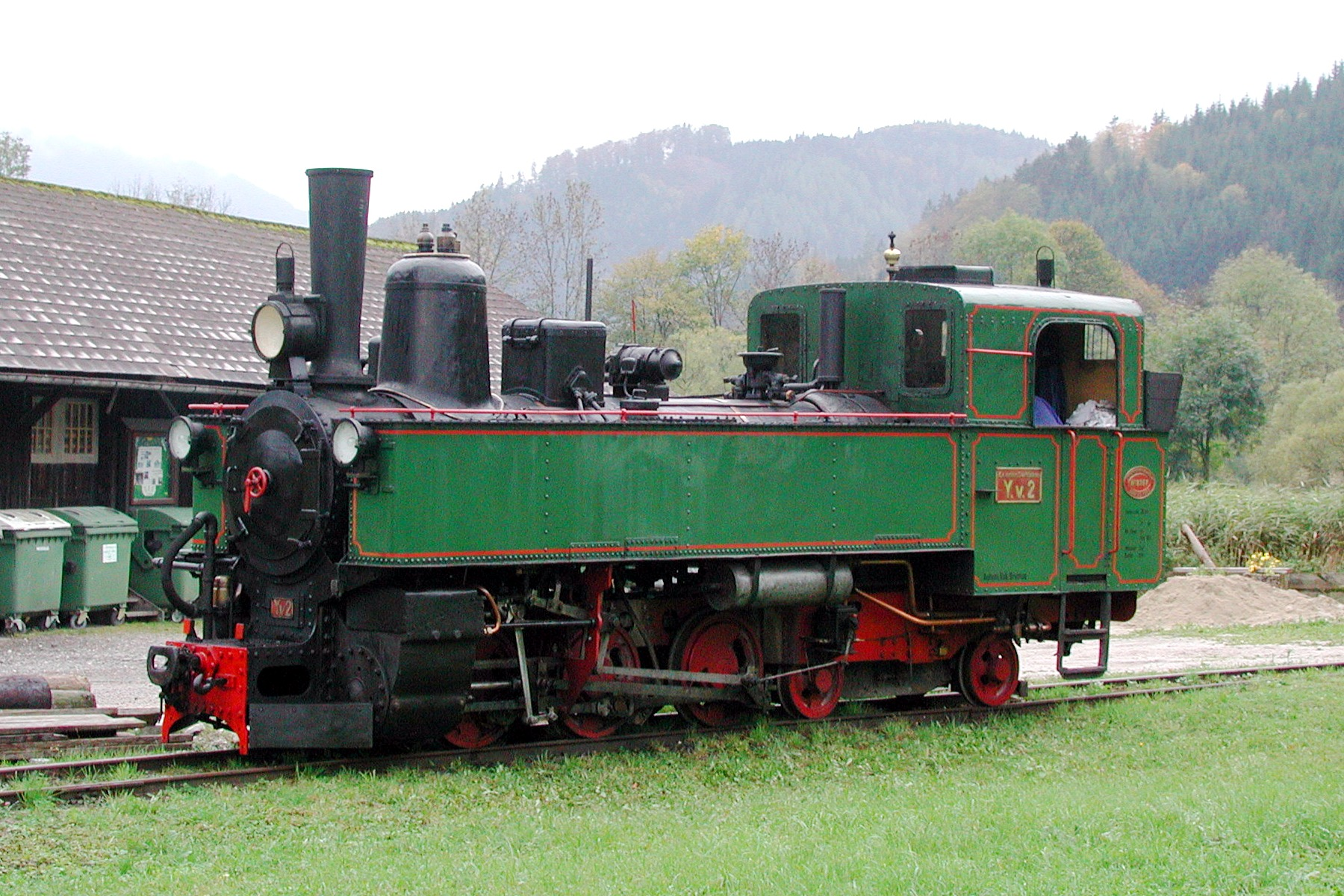
Museumslok Yv.2 des Club 598 in Lunz am See
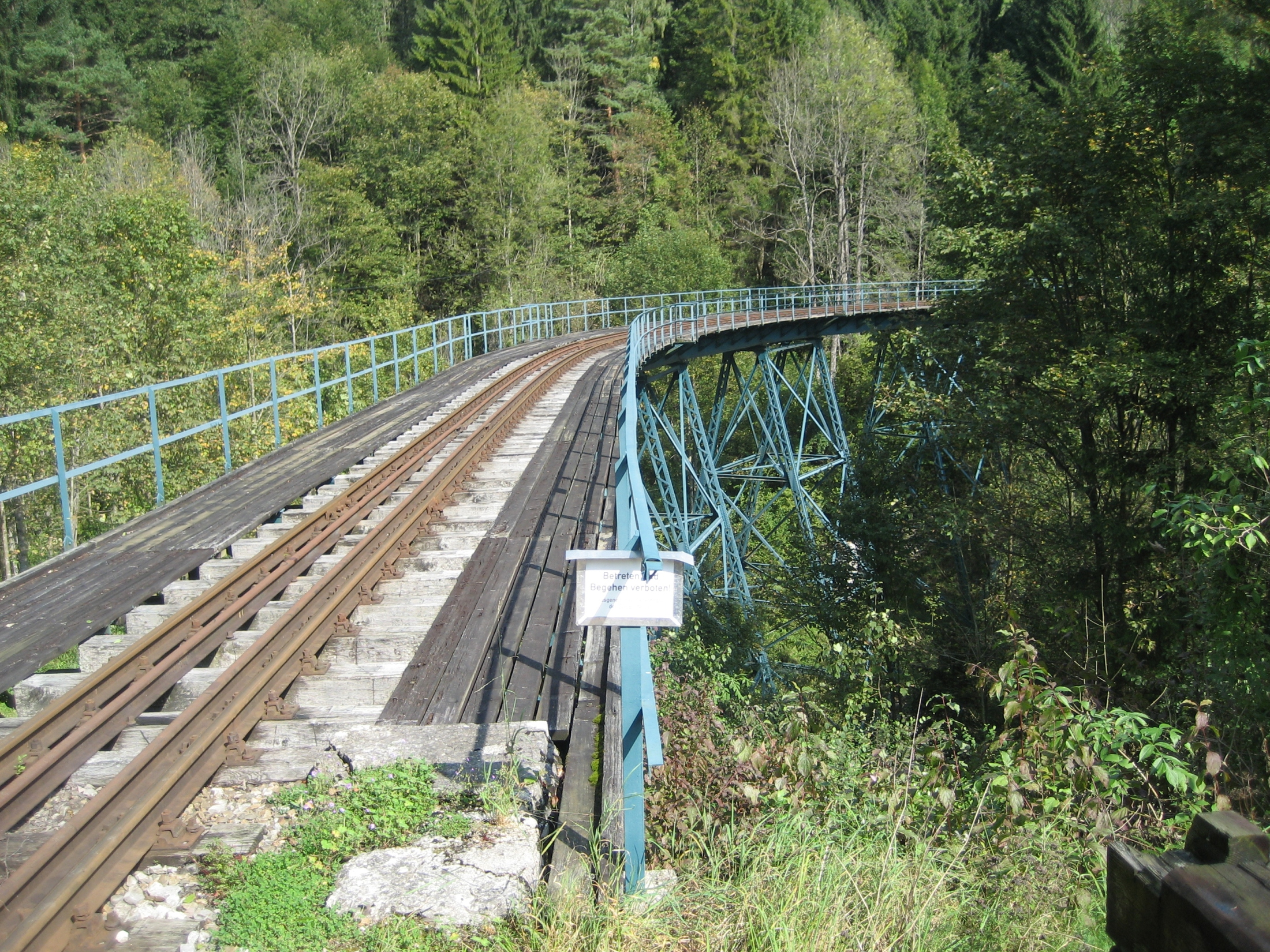
Die Hühnernestgrabenbrücke (2012)
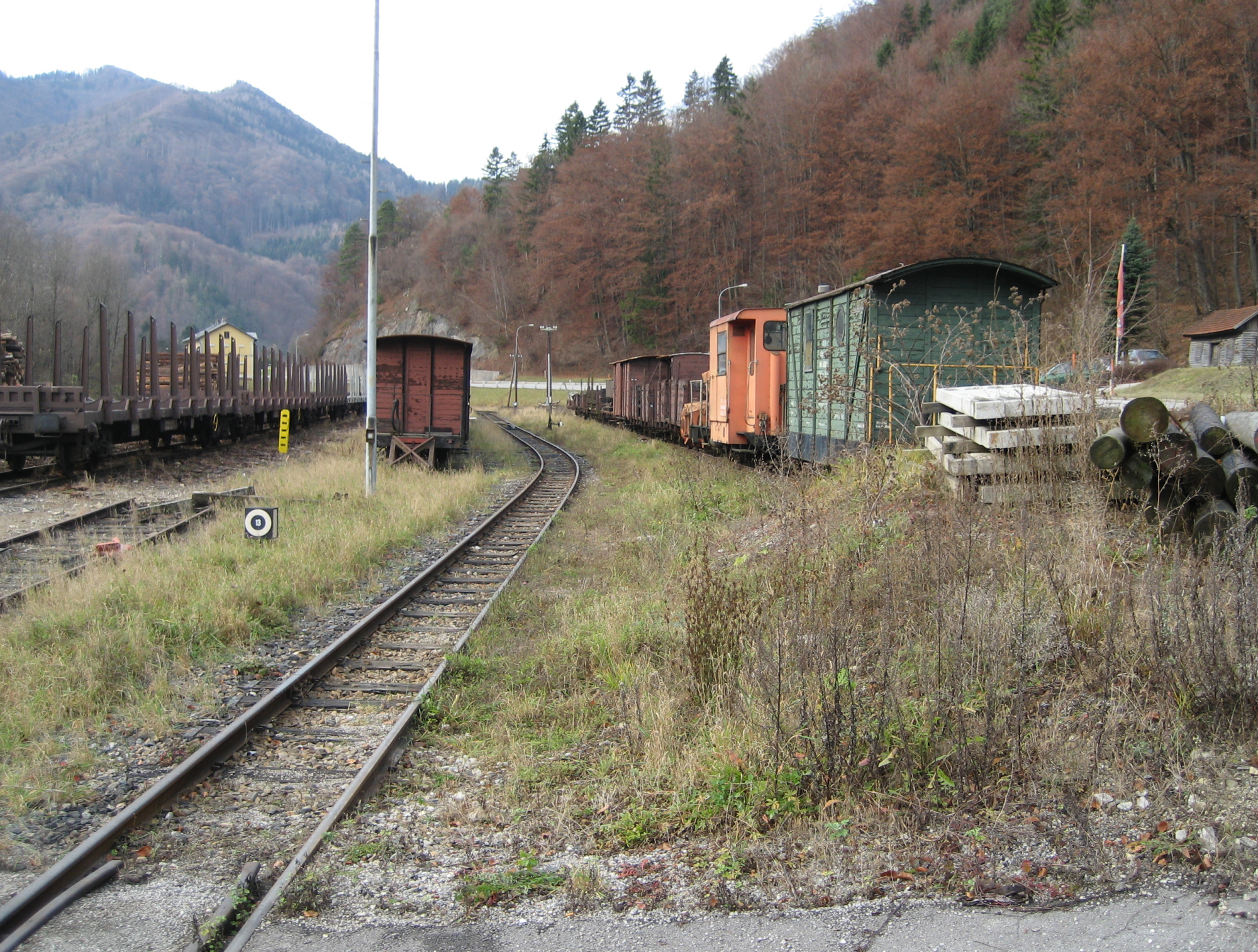
Abgestellte Museumsfahrzeuge im Bahnhof Kienberg-Gaming (2009)

## Geschichte

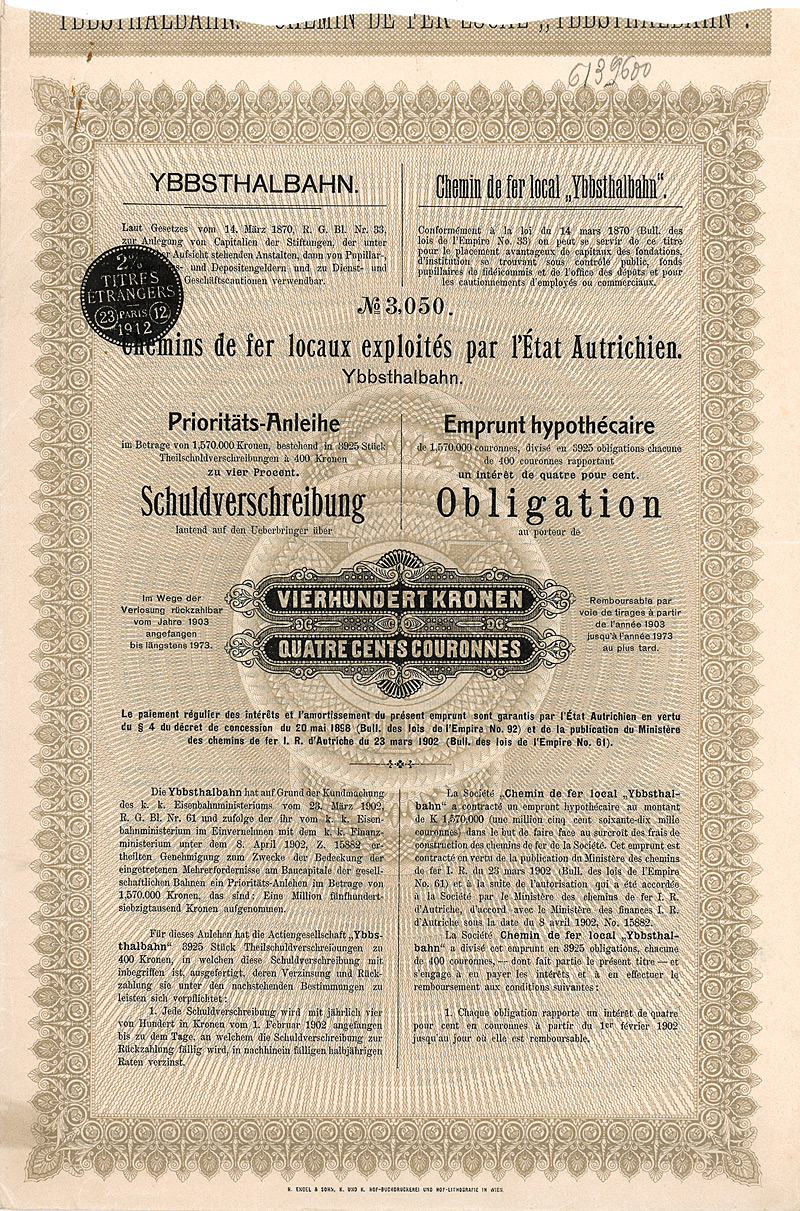
Schuldverschreiben über 400 Kronen der Ybbsthalbahn vom 1. Februar 1902

Bereits um 1870 war vorgesehen, durch das Tal der Erlauf und der Ybbs eine normalspurige Bahnlinie von Pöchlarn über Kienberg—Gaming nach Lunz am See zu bauen, die in einer späteren Ausbauphase über Göstling an der Ybbs nach Hieflau im Ennstal verlängert werden sollte. Der Börsenkrach von Wien im Jahr 1873 bereitete aber dem bereits in Planung befindlichen Projekt ein jähes Ende. Von dieser Strecke, die im Wesentlichen der historischen niederösterreichischen Eisenstraße gefolgt wäre, wurde daher nur die 1877 eröffnete Erlauftalbahn verwirklicht.
In den 1880er Jahren strebten Vertreter des Ybbstales erneut den Bau einer Lokalbahn an, jedoch erst 1893 konnten die zähen Verhandlungen mit den Reichsministerien abgeschlossen werden. Der Reichsrat verabschiedete noch am 26. Dezember desselben Jahres ein Gesetz betreffend die Herstellung der Ybbsthalbahn.
Mit Concessionsurkunde vom 22. October 1894, für die Localbahn von Waidhofen an der Ybbs nach Kienberg Kienberg—Gaming (Ybbsthalbahn) wurde den Concessionären das Recht zum Baue und Betriebe einer als schmalspurige Localbahn auszuführenden Locomotiveisenbahn von Waidhofen an der Ybbs der Staatsbahnlinie Amstetten—Kleinreifling über Hollenstein, Göstling und Lunz zum Anschlusse an die Staatsbahnlinie Pöchlarn—Gaming (Ybbsthalbahn) verliehen. Noch vor Baubeginn kam es durch einen Erlass des Innenministeriums vom 11. September 1895 zur Gründung einer Aktiengesellschaft mit dem Anlagekapital von 1.612.000 Gulden.
Am 1. Juni 1895 erfolgte der Spatenstich für den ersten Streckenabschnitt Waidhofen–Groß Hollenstein in Waidhofen. Die Eröffnung dieses Teilabschnittes fand bereits am 15. Juli 1896 statt. Drei Jahre später, am 15. Mai 1898 kam es zur Eröffnung des zweiten Teilabschnittes von Groß-Hollenstein bis Lunz am See. Noch im selben Jahr, am 12. November wurde das bautechnisch schwierigste dritte Teilstück von Lunz am See nach Kienberg-Gaming für den Verkehr freigegeben. Somit dauerte die Errichtung der 71 km langen Bahn nur drei Jahre. Die Zweigstrecke von Gstadt nach Ybbsitz wurde am 9. März 1899 dem Verkehr übergeben.
Mit dem Bau der Eisenbahn wurde die viele Familien ernährende Holzflößerei konkurrenzunfähig und eingestellt. Die Eisen und Stahl verarbeitende Industrie wurde jedoch besser an den Erzberg und gleichzeitig an die Hauptabnehmer im Donauraum angebunden und blühte auf.

### Historische Fotogalerie

Geschmückte Lok des Eröffnungszuges in Großhollenstein, 15. Juli 1896
Fabrikneuer Dienstwagen DF/s 102
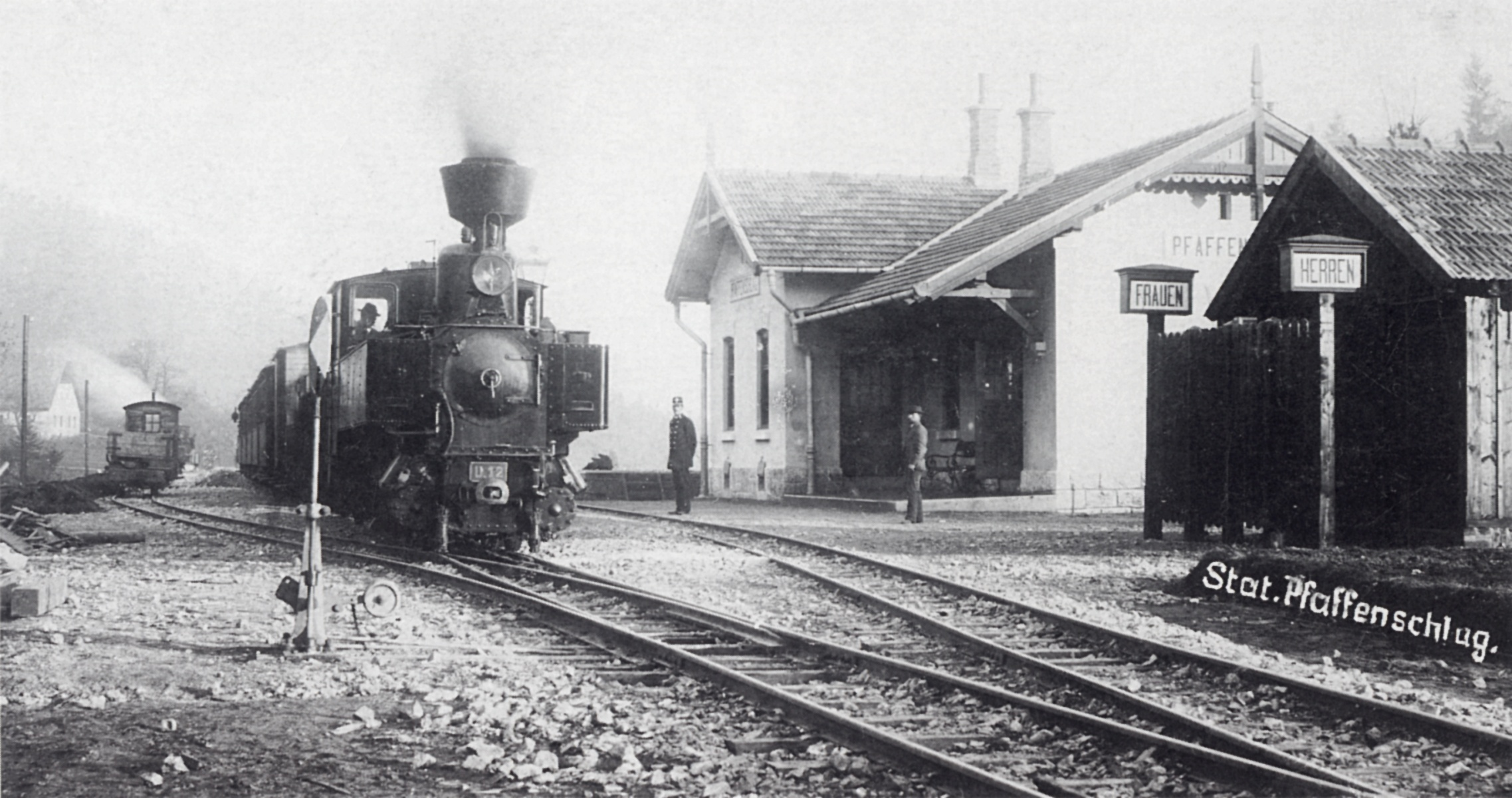
Zug mit Lok U.12 im Bahnhof Pfaffenschlag, 1898
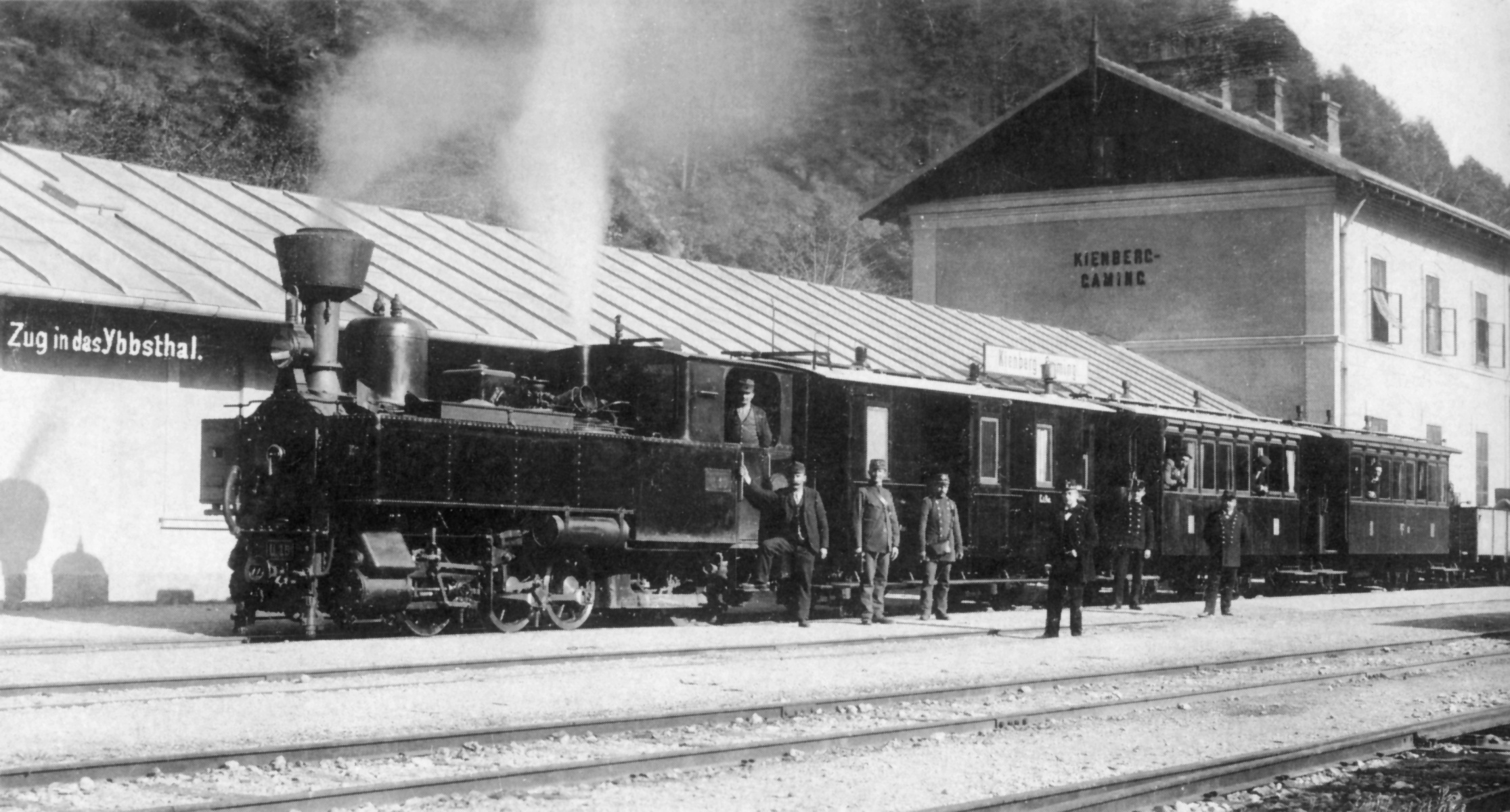
Zug mit Lok U.15 im Bahnhof Kienberg-Gaming, 1899

### Einstellung der Bergstrecke und Reaktivierung als Museumsbahn

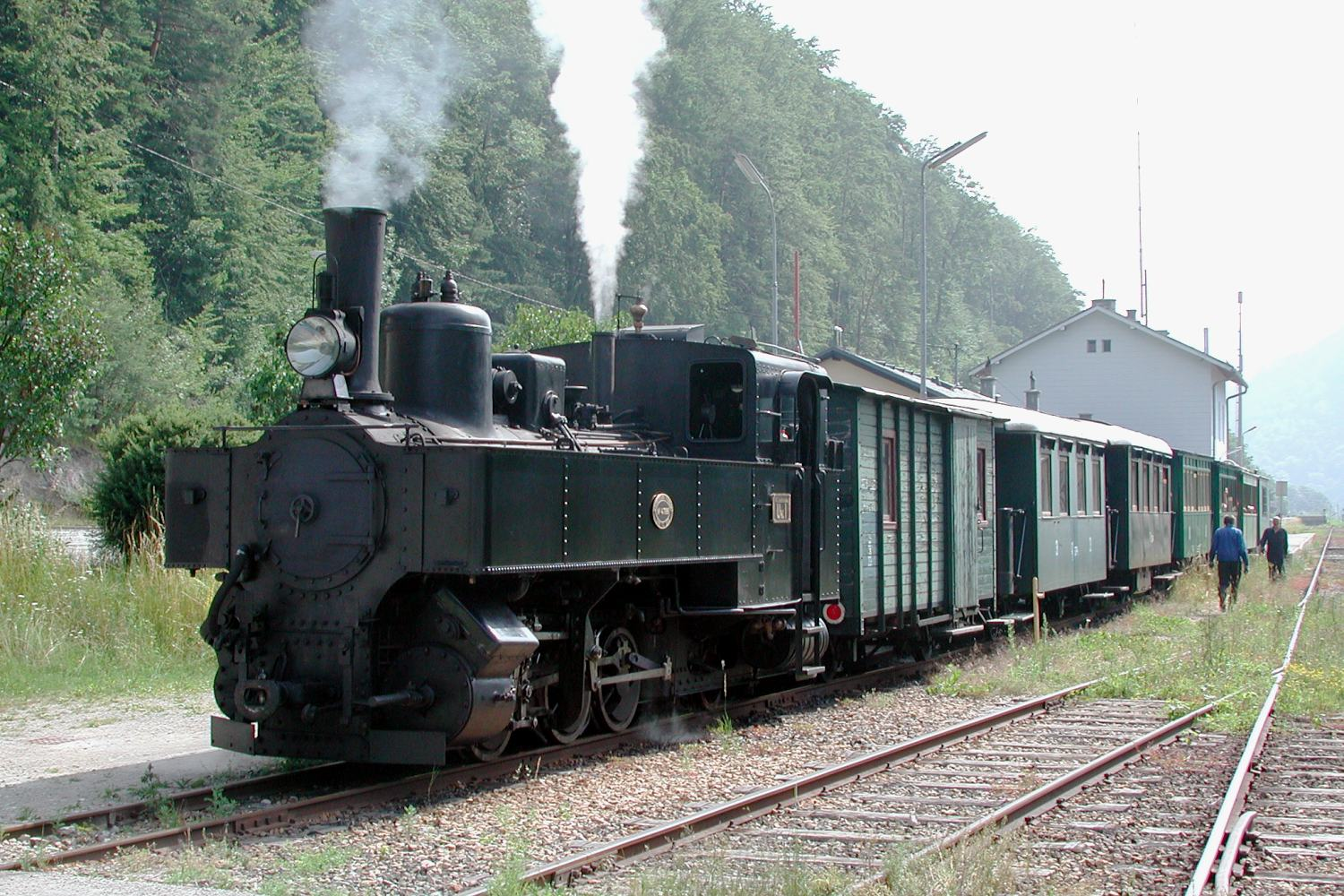
Zug mit Uv.1 im Bhf. Kienberg-Gaming

Dieser steigungsreichste Abschnitt der Ybbstalbahn mit einer Länge von 17,5 km wurde 1898 eröffnet und verband das obere Ybbstal um Lunz am See und Göstling an der Ybbs mit dem Erlauftal und über den Anschluss zur Normalspur mit dem Bezirkshauptort Scheibbs. Die Abwanderung des Fahrgastpotenzials auf das private Kfz und Autobusse auf der schnelleren Straßenverbindung über den Grubberg, sowie die Abwicklung des Güterverkehrs über Waidhofen an der Ybbs führten zu einem kontinuierlichen Rückgang der Einnahmen, was die Bergstrecke schon seit den 1970er-Jahren immer wieder in Einstellungsdiskussionen brachte. Diese Entwicklung führte letztendlich im Mai 1988 tatsächlich zur Einstellung des Betriebes.
Um einer Abtragung der Bahn zuvorzukommen, gründete der Verein ÖGLB (Österreichische Gesellschaft für Lokalbahnen), der zu diesem Zeitpunkt schon die Niederösterreichische Höllentalbahn erfolgreich als Museumsbahn betrieb, die Betriebsgesellschaft NÖLB (Niederösterreichische Lokalbahnen), die 1990 den Museumsbetrieb auf der von den ÖBB gepachteten Strecke unter dem Namen „Ötscherland-Express“ eröffnen konnte.

## Wirtschaftliche Bedeutung
Die wirtschaftliche Bedeutung der Ybbstalbahn war vor allem ab ihrer Fertigstellung 1898 bis ungefähr 1960 sehr groß. Heute bedeutende Firmen wie Welser Profile oder der Böhler-Uddeholm-Konzern haben ihre Stammwerke in Ybbsitz und Böhlerwerk und waren über viele Jahre hinweg die Hauptarbeitgeber in dieser Region. Durch die starke Anbindung an die Industrie und deren Bedarf nach schnellem Verladen und Transport avancierte die Bahn selbst auch zu einem bedeutenden Arbeitgeber.
Die Ybbstalbahn war die letzte Schmalspurbahn der ÖBB mit Güterverkehr. Wegen des Tunnels und des Schwarzbachviadukts in Waidhofen war kein Rollbock- oder Rollwagenverkehr möglich, bis zur Einstellung des Betriebes 2010 verkehrten nur Schmalspurwagen.

## Entwicklung im 21. Jahrhundert
2006 und 2007 wurde die Trasse der Ybbstalbahn von Hochwässern der Ybbs an mehreren Stellen beschädigt, was im Abschnitt zwischen Großhollenstein und Lunz Betriebsstillstände und Schienenersatzverkehr von mehreren Monaten zur Folge hatte. Beide Male wurden die Schäden erst nach Monaten behoben, dabei wurde aber nur die Befahrbarkeit der Strecke sichergestellt. Die Behebung zahlreicher Langsamfahrstellen wurde jedoch nicht vorgenommen. Zuletzt galt der Schülertransport als wichtigstes Standbein der Strecke nach Lunz am See. Mit Fahrplanwechsel im Dezember 2008 wurde das Angebot wegen der längeren, durch die Langsamfahrstellen bedingten Reisezeiten auf der Schiene jedoch weiter reduziert und der Schülertransport auf Busse umgestellt. Zugleich wurde mit Fahrplanwechsel im Dezember 2008 das Angebot der Zweigstrecke nach Ybbsitz auf nur noch ein Zugpaar im Winterfahrplan an Werktagen reduziert.

### Einstellung der Talstrecke

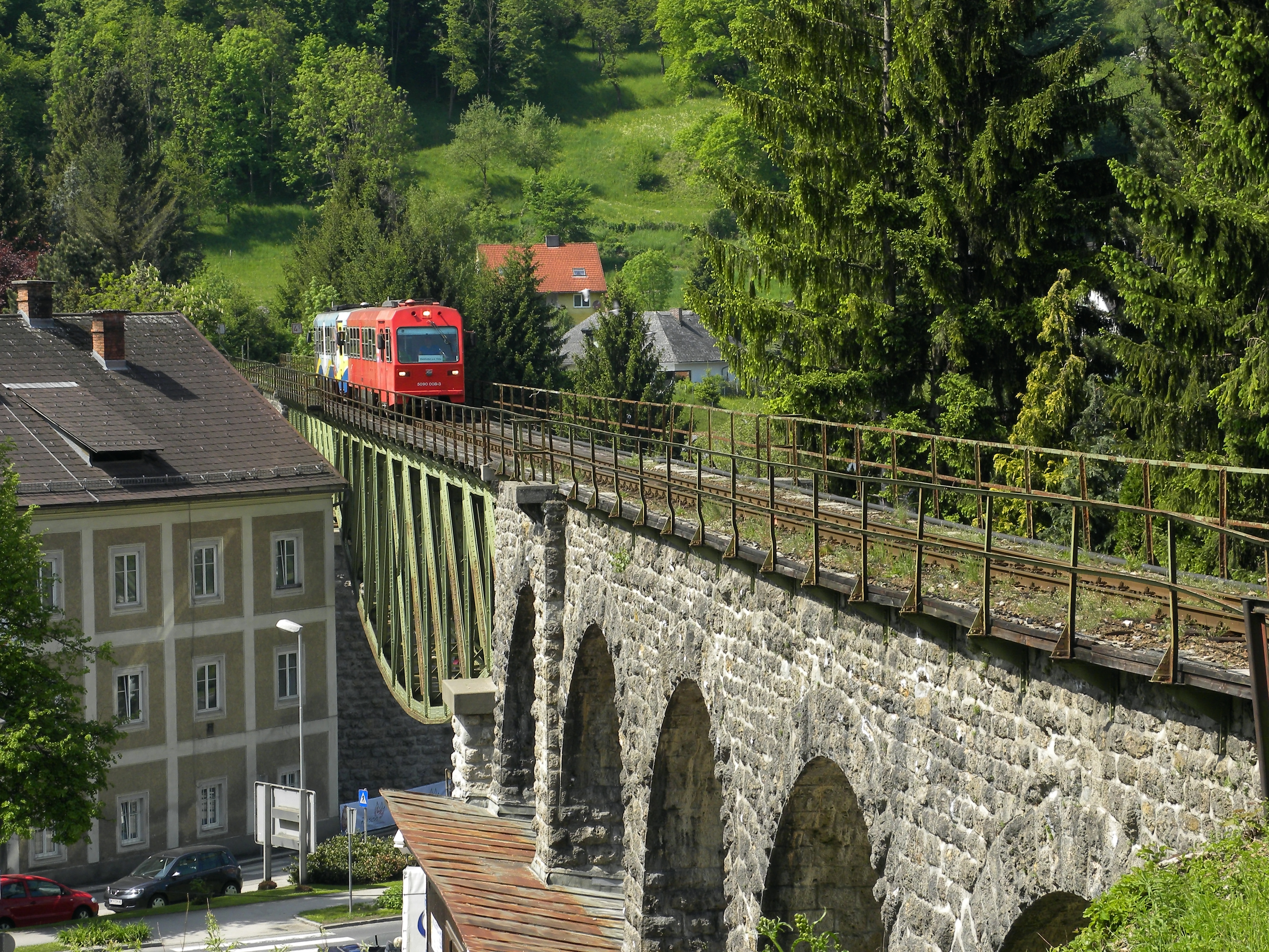
Citybahn Waidhofen auf dem Schwarzbachviadukt in Waidhofen an der Ybbs

Eine im November 2008 vorgestellte Studie vom Verkehrsplaner des Landes Niederösterreich Friedrich Zibuschka empfahl die vollständige Einstellung der Ybbstalbahn und deren Ersatz durch ein Busliniennetz. Dieses wäre laut Studie wesentlich günstiger als die Sanierung und der Weiterbetrieb der Bahn. Auf der Bahntrasse sollte ein Radweg errichtet werden, der Abschnitt von Göstling bis Lunz am See wurde dem Verein ÖGLB zur Verlängerung seines Museumsbahnbetriebes angeboten. Eine gemeinsame Initiative der Vereine Pro Ybbstalbahn und Club 598 hatte bis November 2008 ca. 5.700 Unterschriften zum Erhalt der Ybbstalbahn gesammelt. Eine Entscheidung wurde ursprünglich bis Ostern 2009 erwartet, doch mehrmals verschoben. Zwischenzeitlich gab es private Initiativen, eine Genossenschaft zu gründen, die die Ybbstalbahn um einen Euro vom Bund erwerben und einen Betreiber dafür suchen sollte. Diese Pläne werden unter anderem von probahn, den Grünen und Ex-ÖBB-Chef Rüdiger vorm Walde unterstützt.
Im Frühsommer 2009 kam es in Folge starker Regenfälle im Ybbstal zu Vermurungen an mehreren Stellen zwischen Gstadt und Großhollenstein sowie bei Ybbsitz, der Bahnbetrieb wurde seitdem bis auf den kurzen Abschnitt bis Gstadt im Schienenersatzverkehr mit Autobussen geführt. Freiwillige Helfer räumten ohne Zustimmung der ÖBB die Strecke, zu einer Wiederaufnahme des Bahnbetriebes kam es jedoch trotz Ankündigung eines ÖBB-Pressesprechers nicht. Im Jänner 2010 wurden die Übernahme etlicher (zum Teil bereits eingestellter) Nebenbahnen, darunter auch die Ybbstalbahn, durch das Land Niederösterreich angekündigt.
Die Bayerische Oberlandbahn äußerte Interesse an der Übernahme der Strecke, das Land Niederösterreich hatte das Kaufangebot jedoch als vollkommen absurd und für die Verkehrsqualität nicht besser als die Busse bezeichnet und wie zu erwarten abgelehnt. Nach einer neuerlichen, ohne Zuschlag gebliebenen Interessentensuche im September 2010 übernahm das Land Niederösterreich am 12. Dezember 2010 die Ybbstalbahn. Der Streckenabschnitt Waidhofen an der Ybbs – Gstadt wird seitdem durch die Niederösterreich Bahnen als Citybahn Waidhofen betrieben. Die Streckenabschnitte Gstadt – Ybbsitz sowie Gstadt – Lunz am See wurden eingestellt. Als Nachnutzung der Bahntrasse stand die Errichtung eines Radweges zur Diskussion. Wenige Tage vor der niederösterreichischen Landtagswahl 2013 versprach der damalige Landeshauptmann Erwin Pröll die Option der Erhaltung der Talstrecke nach der Wahl neuerlich prüfen zu lassen. Er halte es für realistisch, dass der Betrieb der Bahn zusammen mit einem neu zu errichtenden Radweg für den Tourismus im Ybbstal eine positive Entwicklung bringen könne.
Am 15. April 2013 wurde der erste Kurs Waidhofen a. d. Ybbs–Gstadt und zurück eingestellt, da sich die Anwohner der Bahnstrecke wegen des frühmorgendlichen Pfeifens des Triebwagens an den Bahnübergängen gestört sahen.
Anfang 2014 wurden die Gleise zwischen Gstadt und Göstling abgebaut. Am 17. Juni 2017 wurde der Ybbstalradweg zwischen Gstadt und Göstling eröffnet. Er verläuft hauptsächlich auf der ehemaligen Ybbstalbahn-Trasse. Mitte Juli bis September 2017 wurden am Bahnhof Ybbsitz die Gleise und der Bahnsteig entfernt. Auch das Schuttmaterial von den ehemaligen Bahnsteigen wurde entfernt. Der Boden präsentiert sich jetzt abgeflacht und sandig.

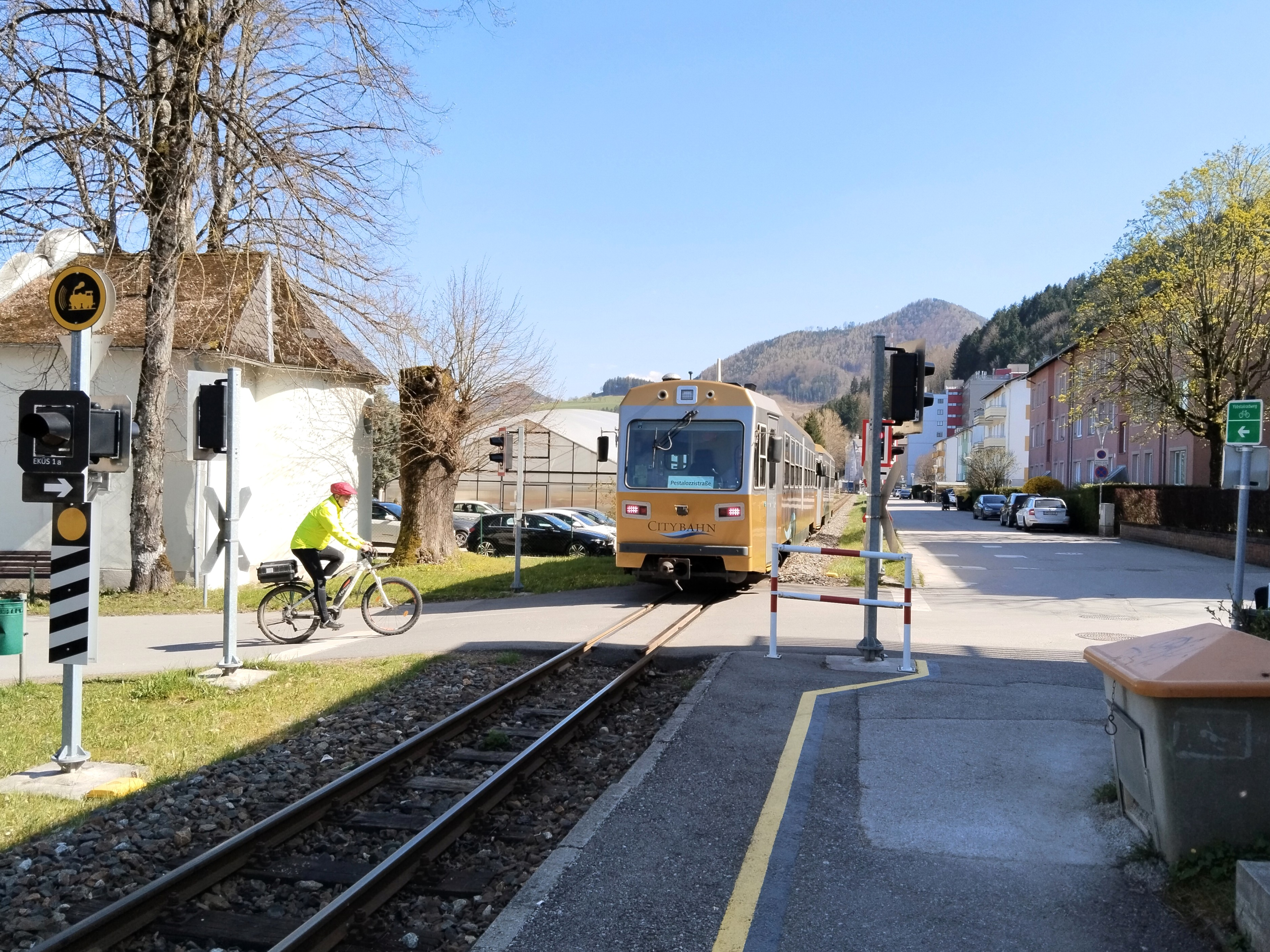
Die Citybahn verlässt Vogelsang Richtung Endstation Pestalozzistraße

Im März 2018 wurde bekannt, dass der Waidhofener Bürgermeister Werner Krammer (ÖVP) laut über eine Stilllegung der als Rumpfstück verbliebenen Citybahn von Waidhofen nach Gstadt nachdenkt. Auch eine Verkürzung bis zur HTL in Vogelsang ist denkbar. Mit Fahrplanwechsel im Dezember 2020 wurde die befahrene Strecke von zuletzt rund 5,5 km auf knapp 3 km verkürzt (bis zu einem Einkaufszentrum), da die Stadtgemeinde Waidhofen das Areal im Bereich von Gstadt als Industriegrund nutzen will. Außerdem wurde so ein Halbstundentakt auf der Citybahn realisiert. In Folge der Verkürzungen der Strecke wurde die Haltestelle Kreilhof aufgelassen. Die Haltestelle Kupferschmiedgasse wurde am 13. Dezember 2020 in Betrieb genommen.

## Film
- SWR: Eisenbahn-Romantik – Die Ybbstalbahn (Folge 396)